# Jacobikerk (Wommels)
De Jacobikerk is een kerkgebouw in Wommels in de Nederlandse provincie Friesland.

## Geschiedenis
De Jacobikerk was oorspronkelijk gewijd aan Jakobus de Meerdere. De eenbeukige kerk uit de 13e eeuw werd rond 1508 hersteld na een brand. In de toren van drie geledingen uit 1862 hangt een klok (1494) van Geert van Wou en een klok uit 1955. Het toegangshek bij het kerkhof is afkomstig van de voormalige Sminia State (1872).
Het interieur wordt gedekt door een houten tongewelf. Uit de 17e eeuw dateren de preekstoel, drie rouwborden (Duco van Jongema, Franciscus van Jongema, Syts van Camminga) aan de noordwand en drie overhuifde herenbanken, waaronder één (1677) voor de familie Van Grovestins. De vijf rouwborden uit de 18e eeuw in het koor zijn van de familie Van Sminia. Het orgel uit 1847 is gebouwd door Pieter Jans Radersma (1803-1851), die daarbij 17e-eeuwse pijpen van een ouder orgel gebruikte. Op nieuwjaarsdag 1868 brak er brand uit. Het orgel werd hersteld en gewijzigd door Willem Hardorff.

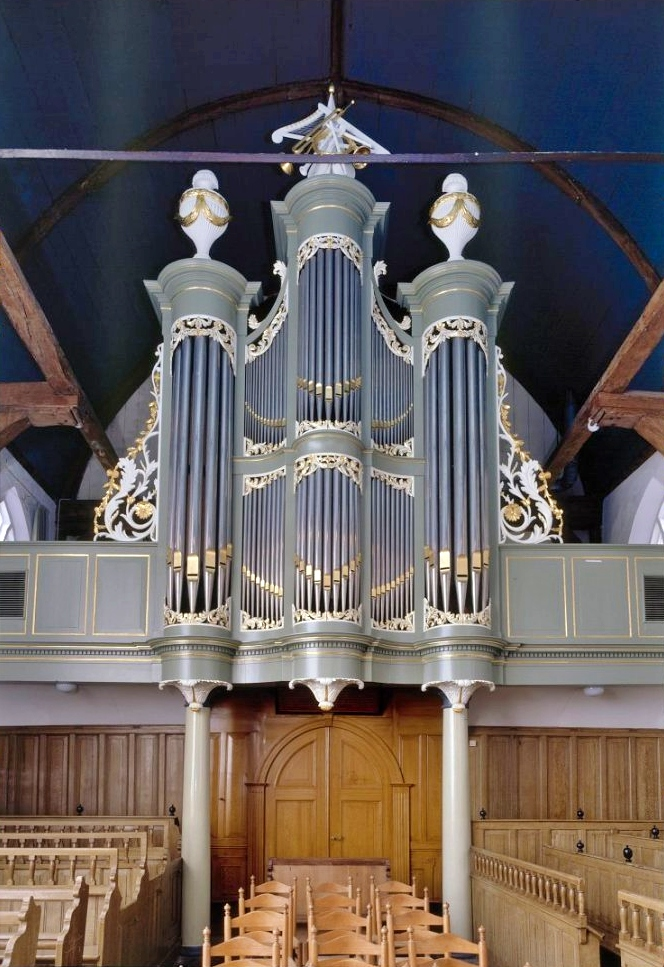
Interieur met orgel (2000)